# Everybody Needs Somebody to Love
Singles de Solomon Burke
Goodbye Baby (Baby Goodbye) Yes I Do

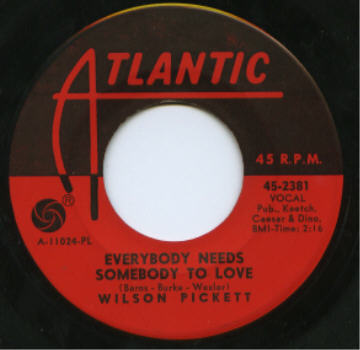
Le 45 tours de la reprise de Wilson Pickett.

Everybody Needs Somebody to Love est une chanson écrite et composée par Bert Berns, Solomon Burke et Jerry Wexler. Elle a été enregistrée pour la première fois par Solomon Burke en 1964, mais la version la plus connue est celle des Blues Brothers, qui apparaît notamment dans le film The Blues Brothers (1980).
Elle a également été reprise par les Rolling Stones sur l'album The Rolling Stones No. 2 (1965) et par Wilson Pickett sur The Wicked Pickett (1967). Une version jouée par les 13th Floor Elevators en concert en 1966 est parue dans la réédition de 2005 de l'album The Psychedelic Sounds of the 13th Floor Elevators.
En 2003, elle est retenue dans la liste des « 500 plus grandes chansons de tous les temps » du magazine Rolling Stone. Elle est également sélectionnée par le Rock and Roll Hall of Fame, en 1995, comme l'une des « 500 chansons qui ont façonné le rock 'n' roll ».